# Skate 3
Skate 3 — компьютерная игра в жанре симулятора скейтбординга, разработанная EA Black Box и выпущенная Electronic Arts для консолей Xbox 360 и PlayStation 3 в мае 2010 года. Третья и последняя игра в одноимённой серии, сиквел игры Skate 2.

## Игровой процесс
Действие игры разворачивается в городе Порт Карвентер, который заметно отличается от Сан Ванелоны. Так, в игре больше нет зон, запрещенных для катания. Сам город поделен на три зоны: Город, Университет и Промышленная Зона. Каждый район обладает своими особенностями. Например, Город содержит много архитектурных сооружений и бетонных конструкций (напоминает город из оригинальной игры). В Университете много открытого пространства и больших трамплинов. А Промышленная Зона представляет собой узкие улочки и прилежащий карьер.
Как и в прошлых частях серии, ядром игры остается система «Flick It», дающая игроку контроль над персонажем с помощью манипуляций с правым стиком геймпада. Выполнение трюков дает игроку очки, причем их количество зависит от сложности элементов и величины комбинации трюков. Тем не менее, игровой процесс был доработан. Появились новые трюки — «Underflip» (вращение доски сперва в одну, а затем тут же в другую сторону в процессе одного прыжка) и «Darkslide» (скольжение, при котором скейтер стоит на нижней стороне доски). Был добавлен выбор сложности катания: «Easy» (скейтер прыгает выше, делает трюки быстрее и прилипает к перилам эффективнее), «Normal» (классическая физика из предыдущих игр серии) и «Hardcore» (физика наиболее приближена к реальности). Ещё появились два варианта камеры — высокая (по аналогии с играми серии Tony Hawk’s) и низкая (как в предыдущих играх).
Процесс обучения был выведен в отдельную часть игры — Skate.school. В ней Тренер Фрэнк (Джейсон Ли) обучает игрока азам скейтбординга, а также выполнению простых и сложных трюков. Сама часть является не обязательной. Данную зону можно посещать и просто для свободного катания. Кроме этого, в игре появилась возможность создать собственный парк, а также добавлять различные объекты на карту в реальном времени.
Самым большим нововведением можно назвать ставку на командную игру. Как и в одиночной кампании, игроки могут создать свою собственную команду, разработать уникальный стиль одежды и даже свой логотип. Команды могут состязаться друг с другом или же просто делать свои фото и видео, и публиковать их в сети. Кроме этого, в одиночной игре и онлайн-режиме появились новые виды соревнований: 1UP (изменённый режим «S.K.A.T.E», где игроки состязаются в количестве очков), Domination (побеждает игрок, прокатившийся по большему числу отмеченных объектов) и Own The Lot (игроки соревнуются в выполнении заданий на время).

## Сюжет
Действие происходит спустя некоторое время после событий Skate 2. Главный герой, ныне известный как «Легенда», стал одним из лучших скейтеров. Он отправляется в прибрежный город Порт Карвентер (англ. Port Carventer), дабы выполнить один из спонсорских контрактов, но терпит неудачу. Чтобы стать самым лучшим скейтером, герой намерен собрать свою собственную команду.

## Разработка
Анонс игры состоялся в сентябре 2009 года. В работе над игрой участвовали многие мастера скейтбординга, такие как Джош Калис, Крис Хаслам, Терри Кеннеди и Роб Дирдек. Роль одного из персонажей, Тренера Френка, исполнил известный американский актёр, ранее также занимавшийся скейтбордингом — Джейсон Ли. Разработчики также заявили, что режим «Party Play» из Skate и Skate 2 вернется и в новой игре.
19 марта 2010 года, на официальном сайте игры появилась информация о том, что официальный саундтрек включит в себя 46 лицензированных треков. Джон Кинг из дуэта The Dust Brothers стал ответственным за оригинальный саундтрек к игре. В создании саундтрека также участвовали Марк Мазерсбо из Devo, Дэл и композитор предыдущих игр серии Дэн Диаз.
15 апреля 2010 года в сервисах Xbox Live и PlayStation Network была выпущена демо-версия игры. Игрок мог ознакомиться с новыми настройками, пройти обучение в Skate.school, а также опробовать себя в нескольких заданиях на карте «Университет». На все игроку отводилось 20 минут.

## Отзывы
| Сводный рейтинг | Сводный рейтинг | Сводный рейтинг |
| Издание         | Оценка          | Оценка          |
| Издание         | PS3             | Xbox 360        |
| --------------- | --------------- | --------------- |
| GameRankings    | 79,88 %         | 81,42 %         |